# Caryonopera royi
Caryonopera royi is een vlinder uit de familie spinneruilen (Erebidae). De wetenschappelijke naam is voor het eerst geldig gepubliceerd in 1955 door Fletcher & Viette.
De soort komt voor in tropisch Afrika.